# Ibon Navarro
Ibon Navarro Pérez de Albéniz (Vitoria, Álava, 30 de abril de 1976) es un entrenador español de baloncesto que actualmente dirige al Unicaja Málaga de la Liga Endesa.

## Biografía
Ibon Navarro ha sido entrenador en las categorías inferiores del club de Zurbano de 2000 a 2005. En la temporada 2007-08 entró a formar parte del cuerpo técnico de Baskonia como ayudante de Neven Spahija y permaneció hasta el final de la 2009-10. A partir de ese momento, ha militado como asistente en el Menorca Bàsquet y en el Valencia Basket, ambos en Liga Endesa. Con Laboral Kutxa, Ibon ayudó a ganar 2 ligas, una copa y 2 supercopas. Con Valencia Basket ha sido subcampeón de copa y de Eurocup.
En 2013 el Laboral Kutxa llega a un acuerdo con el técnico para que sea el entrenador ayudante de Sergio Scariolo para dos temporadas. En noviembre de 2014, tras las destituciones de Sergio Scariolo y Marco Crespi, asume el cargo de primer entrenador del conjunto vitoriano. Navarro cogió el timón del equipo tras la destitución de Crespi compitiendo con el conjunto vitoriano tanto en la Liga Endesa como en la Euroleague. En junio de 2015, el club anunció que no seguiría como entrenador del primer equipo, pero le ofreció continuar en la estructura del club.
En 2015, aterriza en el Nou Congost tras dirigir al manresa. Como primer entrenador, se convierte en dueño del banquillo manresano y el encargado de dirigir el timón del nuevo proyecto del equipo catalán en la Liga Endesa.
En 2017, tras dos temporadas al frente del ICL Manresa y tras el descenso del club manresano, el técnico vitoriano se desvinculó del ICL Manresa y firmó con el UCAM Murcia por una temporada. Con el Murcia, Navarro llegó la Final Four de la Champions League en la primera participación del club perdiendo ante el AEK en las semifinales y ganando el partido por el tercer puesto sobre el MHP Riesen Ludwigsburg.
En 2018, Navarro finalizó contrato con el UCAM Murcia y firmó por dos temporadas con el MoraBanc Andorra.
El 23 de enero de 2022, es destituido como entrenador del MoraBanc Andorra de la Liga Endesa, tras tres temporadas y media en el cargo, debido a ocupar el equipo andorrano la antepenúltima posición de la Liga Endesa con cinco victorias y 12 derrotas y en Eurocup siendo cuarto del grupo A con cinco victorias y cuatro derrotas.
El 9 de febrero de 2022, firma por el Unicaja Málaga de la Liga Endesa.